# 布瓦西-弗雷努瓦
布瓦西-弗雷努瓦（法語：Boissy-Fresnoy，法語發音：[bwasi fʁɛnwa]）是法国瓦兹省的一个市镇，位于该省东南部，属于桑利斯区。该市镇于1790-1794年间由布瓦西（Boissy）和弗雷努瓦（Fresnoy）合并而成。

## 地理
布瓦西-弗雷努瓦（49°9'49"N, 2°52'14"E）面积15.87 平方千米，位于法国上法蘭西大區瓦兹省，该省份为法国北部内陆省份，北起索姆省，西接厄尔省和滨海塞纳省，南至塞纳-马恩省和瓦兹河谷省，东临埃纳省。
与布瓦西-弗雷努瓦接壤的市镇（或旧市镇、城区）包括：莱维尼昂、奥尔穆瓦维莱尔、佩鲁瓦莱贡布里、维莱圣热内。

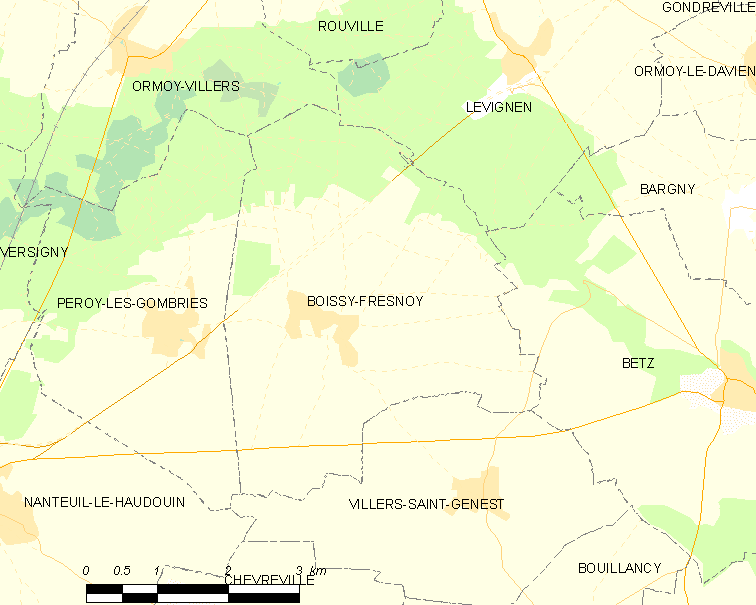
布瓦西-弗雷努瓦的OSM定位图

布瓦西-弗雷努瓦的时区为UTC+01:00、UTC+02:00（夏令时）。

## 行政
布瓦西-弗雷努瓦的邮政编码为60440，INSEE市镇编码为60079。

## 政治
布瓦西-弗雷努瓦所属的省级选区为楠特伊勒欧杜安县。

## 人口

1962-2008年间布瓦西-弗雷努瓦人口变化图示

布瓦西-弗雷努瓦于2022年1月1日时的人口数量为955人。